# Самир Аяс
Самир Ахмед Аяс е роден в България ливански футболист, който играе като полузащитник.

## Кариера
Юноша на ЦСКА от 1996, играе като полузащитник, атакуващ полузащитник или дефанзивен халф. През сезон 2009/10 е извикан в първия състав на тима, но не записва мач за армейците. През 2010 е даден под наем, а след това и подписва с Академик София. През 2011 играе първо за Миньор Перник, след което и за Банско. През 2012 подписва с Монтана, а 2013 е в Любимец като успява да влезе с тима в А група и дори записва името си при отбелязването на първия гол за тима на Любимец в А група срещу Лудогорец Разград на 20 юли 2013 при победата с 1:0. През сезон 2014/15 играе за Берое Стара Загора, а през лятото на 2015 се завръща в ЦСКА. С армейците печели купата на България за сезон 2015/16 и първото място в Югозападната В група. В началото на септември 2016 преминава в Дунав Русе. През август 2017 подписва с Ал Ахед Ливан като печели шампионска титла за сезони 2017/18 и 2018/19, АФК Куп през 2019, купата на Ливан за сезони 2017/18 и 2018/19, суперкупата на Ливан през 2017 и 2018. През юли 2019 се завръща в Дунав Русе, за да напусне през декември 2019. През януари 2020 е близо до завръщане в Ал Ахед Ливан, но в крайна сметка подписва с Персираджа Банда Аче Индонезия.
Играе 3 мача за младежкия национален тим на България. Поради факта, че баща му е ливанец, приема да играе за националния тим на Ливан и записва 11 мача с 1 гол като прави дебют на 28 март 2017 срещу Хонг Конг, а първи гол записва при победата с 5:0 над Северна Корея на 10 октомври 2017.

## Отличия
- Купа на България – 1 път носител (2016) с ЦСКА (София)
- Шампион на Югозападна В група с ЦСКА (София) през 2015/2016 г.